# Суламита
Сулами́та, Сулами́фь (ивр. שולמית‎, шулам(м)и́т) — в библейской книге «Песнь песней» — возлюбленная царя Соломона. В русской светской литературе и в (вокальной) музыке имя героини зачастую передаётся как Суламифь.

## Очерк этимологии и истории
Это слово в тексте Библии встречается лишь дважды, причём только в одном стихе (Песн. 7:1). В дословном переводе с иврита из канонического (масоретского) текста этот стих начинается так: «Вернись, вернись, „хаш-шуламмит“, вернись, вернись, и мы посмотрим на тебя». Свойственное некоторым старинным переводам восприятие слова «хаш-шуламит» как имени собственного грамматически некорректно из-за артикля, указывающего на то, что это имя нарицательное, обозначающее «жительницу селения Шулем (Шунем)». Как имя нарицательное это слово переведено и в части греческих рукописей. 
Наиболее часто слово «Суламита» считают производным от топонима Сунем (Сунам), в частности, существуют гипотезы, отождествляющие Суламиту и Ависагу Сунамитянку. Смуглая кожа невесты (Песн. 1:4) позволяет некоторым комментаторам предполагать тождественность Суламиты царице Савской или дочери фараона — одной из жён Соломона.
Группа «фольклорных гипотез», считающих Песнь песней сборником свадебных гимнов, предполагает, что имя Суламиты представляет собой производное, женскую форму от имени Соломона (ивр. שְׁלמה‎, Шломо) и на самом деле означает торжественное именование невесты в ходе свадебного обряда, как Соломон — всего лишь символическое именование жениха.

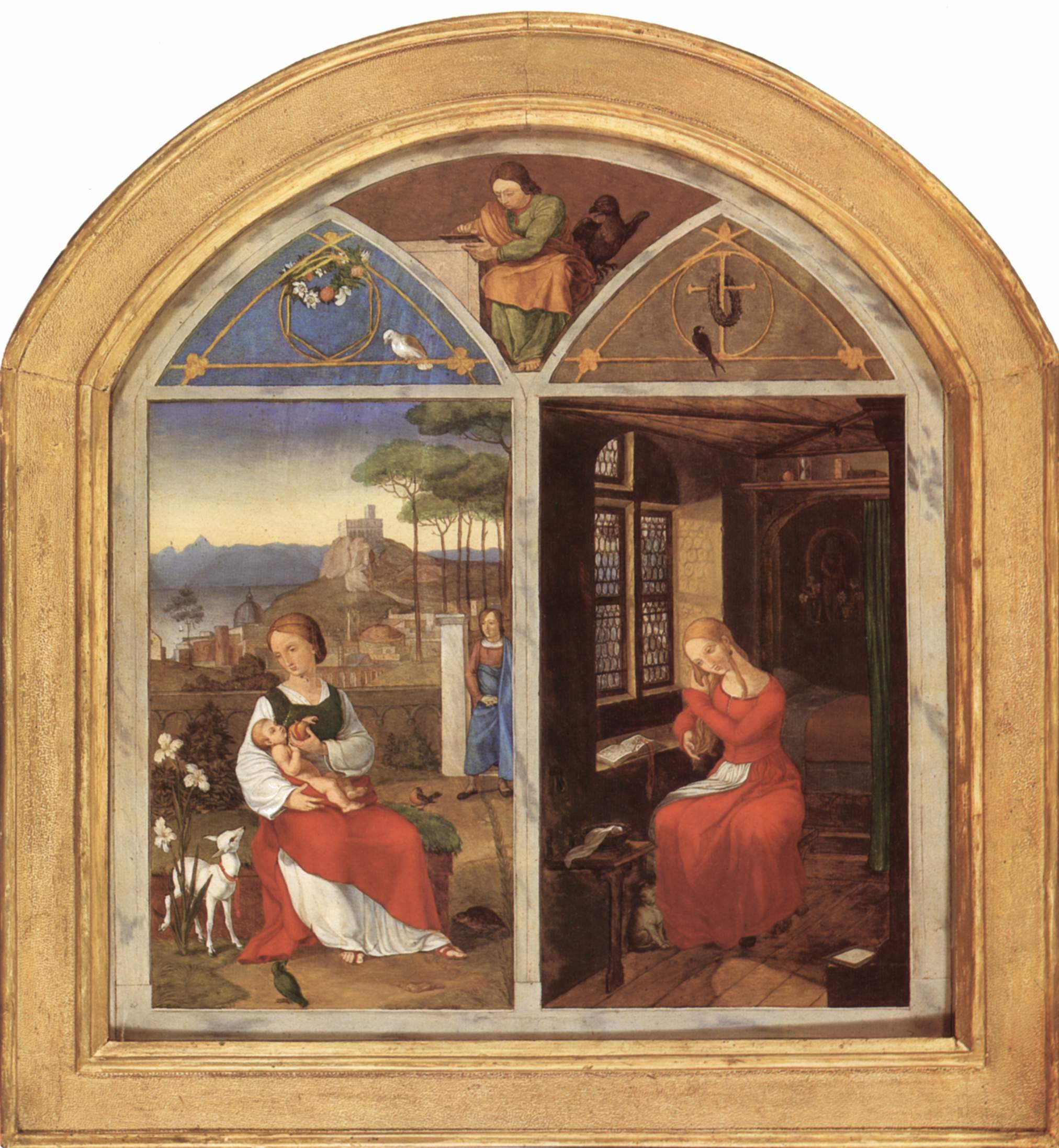
«Суламифь и Мария», Франц Пфорр

## Суламита в культуре и искусстве
- Пьеса А. Гольдфадена «Шуламис» (Суламифь, на идише) (1880).
- Повесть А. И. Куприна «Суламифь» (1908).
- Опера Моисея Вайнштейна «Суламифь» (1937).
- Балет Бориса Асафьева «Суламифь» (1941).
- Поэтический триптих Евгения Евтушенко «Суламифь» (1999—2005).

### В неакадемической музыке
- Песня Ирины Богушевской «Суламифь».

В честь Суламиты назван астероид (752) Суламита, открытый в 1913 году российским астрономом Григорием Неуйминым